# Mistrzostwa Świata w Pięcioboju Nowoczesnym 1973
Mistrzostwa Świata w Pięcioboju Nowoczesnym 1973 – 19. edycja mistrzostw odbyła się w Londynie.

## Klasyfikacja medalowa
| Lp. | Państwo | złoto | srebro | brąz | Razem |
| --- | ------- | ----- | ------ | ---- | ----- |
| 1.  | ZSRR    | 2     | 1      | 1    | 4     |
| 2.  | RFN     | 0     | 1      | 0    | 1     |
| 3.  | Węgry   | 0     | 0      | 1    | 1     |

## Medaliści

### Mężczyźni
| Złoto                                                        | Srebro                                                | Brąz                                                    |
| Indywidualnie                                                |                                                       |                                                         |
| Paweł Ledniow                                                | Władimir Szmielew                                     | Borys Oniszczenko                                       |
| Drużynowo                                                    |                                                       |                                                         |
| ZSRR · Paweł Ledniow · Władimir Szmielew · Borys Oniszczenko | RFN · Wolfgang Köpcke · Heiner Thade · Gerhard Werner | Węgry · László Horváth · Péter Kelemen · Tibor Maracskó |